# Jacob Gyll
Jacob Gyll, i samtida folkmun "Gammel-Gylln", född 1791 i Wasa, Finland, död 16 juli 1863, var skarprättare i Västerbottens län mellan åren 1836-1863 och var Norrlands sista skarprättare.
Gyll invandrade till Sverige från Finland 1813 där han fick arbete som sågdräng i Baggböle, Umeå. I husförhörslängden 1834 noteras han som sockenprofoss. Från år 1836 ersatte han Olof Olsson Häll som skarprättare i Västerbotten och Norrbottens län.
Han avrättade bl.a. Jon Nilsson Nirpi i Jukkasjärvi den 30 juni 1841. Nirpi var dömd för rånmord på handelsmannen Mickel Henriksson som skedde året tidigare. Det var den sista avrättningen i Jukkasjärvi socken. Gyll avrättade även den 16 juli 1851 Johan Andersson och Johan Höglund från Årskogen i Gnarp. Båda var dömda för det så kallade Armsjömordet. Detta blev den sista offentliga avrättningen i Medelpad. Gylls utseende beskrivs från denna avrättning: 
| ” | Han såg ful ut, men han var god att tala med, var omkring 50 år och klädd i enkla vadmalskläder. Hans enda tjänstetecken utgjordes av en liten guldring i högra, och en större sådan i vänstra örat, och i denna ring hängde en liten guldbila, som tecken på värdigheten... | „ |

Gylls utseende beskrivs av en hemmansägare som närvarade vid en avrättning i Gnarp
Han kallas för "mästermannen Jakob Gyll" när han dör och begravs i Umeå landsförsamling.